# Oerlikon Balzers
Oerlikon Balzers è un'azienda di ingegneria industriale situata a Balzers. Fa parte del gruppo svizzero OC Oerlikon, che produce tecnologia per la deposizione dei film sottili, la tecnica del vuoto e la deposizione fisica da vapore.

## Storia
Nata dalla volontà del principe Francesco Giuseppe II del Liechtenstein e dell'industriale Emil Georg Bührle, fondata dal professor Max Auwärter come Gerätebauanstalt Balzers, nel 1976 entra nel gruppo Oerlikon (al tempo Oerlikon-Bührle Holding). Nel 1983 viene aperta in Italia la prima sede al di fuori della nazione madre. Un anno dopo in Spagna e poi nel nord America, nel 1987 in Giappone. Dal 1º settembre 2006 Balzers assume il nome attuale. Nel 2011 Oerlikon Balzers ha più di 90 centri sparsi in 30 paesi diversi e 3.000 dipendenti.

## Prodotti
I prodotti si diversificano dalla tecnologia per deposizione film sottili in ottica ed elettronica. Esempi sono la deposizione degli strati antiriflesso sulle lenti per apparecchi ottici e nelle lenti per occhiali.